# Metacatharsius duplicatus
Metacatharsius duplicatus är en skalbaggsart som beskrevs av Müller 1941. Metacatharsius duplicatus ingår i släktet Metacatharsius och familjen bladhorningar. Inga underarter finns listade i Catalogue of Life.